# Campanula andina
Campanula andina là loài thực vật có hoa trong họ Hoa chuông. Loài này được Rupr. mô tả khoa học đầu tiên năm 1867.